# Symphrasinae
De Symphrasinae vormen een onderfamilie binnen de familie van de Mantispidae, een groep op bidsprinkhanen lijkende insecten.

## Geslachten
- Anchieta